# 九龍巴士77K線
九龍巴士77K線是香港新界巴士路線，來往上水及元朗（鳳翔路），現時本線仍是唯一途經全段粉錦公路的巴士路線。
2008年8月11日，香港舉行2008年夏季奧林匹克運動會馬術比賽期間，本線於06:00-14:00間臨時縮短路線，只提供元朗（西）至蓮塘尾之服務，是唯一一條因受2008年北京奧運影響而需縮短路線的香港專利巴士路線。

## 歷史
- 本線歷史悠久，在1930年代初期已開辦，當時由中華巴士營辦。
- 1933年6月11日地區專利生效由九巴接辦，但曾於二戰期間停駛。
- 1941年12月：因日軍佔領香港而停止服務。
- 日軍投降後，在1946年4月21日重投服務，當時路線編號為4，來往元朗及沙頭角，當時只有1輛由貨車改裝而成的車輛行駛，班次方面極度疏落（每3小時一班）。
- 1946年4月21日：重新投入服務，路線編號改為4，並改為來往元朗及沙頭角。
- 1947年10月起分拆為兩條路線（其中一條為18），路線與戰前的18號線相同，但仍然使用由貨車改裝而成的車輛行駛。
- 1952年9月16日：改派正式的巴士行走。
- 1955年11月1日：配合粉錦公路通車，延長至元朗。
- 1961年4月6日：延長為來往元朗及鹿頸，是第一條服務鹿頸的專營巴士路線。
- 1961年9月3日：總站由鹿頸遷回沙頭角，來往鹿頸的穿梭服務改由縮短了的18A線提供。
- 1963年5月12日：縮短至上水，而來往上水至沙頭角的服務由當時的20號線（現稱78K）取代。
- 1970年2月15日：配合位於豐年路的元朗（西）總站啟用，總站遷往該處。
- 1973年7月16日：配合九巴重組路線編號，本線改編號為77。
- 1979年11月1日：元朗（西）總站由豐年路遷往擊壤路現址。
- 1983年7月16日：配合九廣鐵路電氣化，再度改編號為77K。
- 1987年3月23日：北區總站延長至祥華邨。
- 1995年10月：因祥華邨進行「周全保養計劃」工程，北區總站遷往粉嶺火車站。
- 1996年3月：北區總站遷回祥華。
- 2002年4月7日：本線由全線非空調改為全線空調巴士行駛，是錦田一帶最後一條轉為全空調的路線。
- 2003年12月14日：本線繞經錦上路鐵路站。
- 2008年8月11日：2008年夏季奧林匹克運動會馬術比賽舉行期間，由06:00至14:00臨時縮短路線，只提供元朗（西）至蓮塘尾之服務，是唯一一條受有關賽事影響而須縮短路線的專營巴士路線。
- 2013年8月24日：配合北區「區域性巴士路線重組」第二階段實施，有以下改動︰
  - 路線北區總站縮短至上水，元朗總站縮短至元朗（鳳翔路），並降低全程車費。[1][2]
    - 原本建議為縮短至錦上路鐵路站，但被元朗區議會以影響粉錦公路沿線居民出入為理由而反對，最後修改為縮短至元朗（鳳翔路）。

  - 由2013年9月2日起提供特別車，由粉錦公路（丙崗）往元朗（西），只在星期一至五7:00開出一班，學校假期停開。[3]
  - 短程分段收費由現金付款改為八達通付款，上車及下車時均須各拍八達通卡一次。
  - 享用轉乘優惠須在上車及下車時均須各拍八達通卡一次。
- 2014年2月10日：粉錦公路往元朗（西）的特別班次不繞經S5路及不停博愛醫院分站。[4]
- 2014年5月17日：簡化八達通轉乘優惠程序，由其他路線轉乘至此路線的轉乘優惠改為只在上車時拍八達通卡一次便會即時扣減優惠車資。
- 2015年3月21日：增設到站時間預報。[5]
- 2017年3月13日：往上水方向新增粉錦公路「東塘新村」巴士站。
- 2019年5月20日：星期一至五增加一班由上水開往錦上路站的特別班次，開出時間為07:25。
- 2021年6月20日：增設與E36線的八達通轉乘優惠。
- 2022年10月17日：星期一至五上課日由丙崗開出之特別班次開出時間延遲五分鐘至07:05。
- 2023年6月5日：丙崗往元朗（西）之上課日特別班次起點改為上水巴士總站，開出時間提早至06:55。
- 2025年5月6日：星期一至五上午由上水開往錦上路站之特別班次延長至八鄉路為終點。

### 2008年夏季奧林匹克運動會馬術比賽特別改動
因香港舉辦2008年夏季奧林匹克運動會馬術比賽（比賽地點位於上水雙魚河），介乎蓮塘尾至保健路一段的粉錦公路於2008年8月11日0600至1400期間臨時封閉，期間本線只提供元朗（西）至蓮塘尾之服務。馬術公司在封路期間，提供免費接駁巴士服務往來安圃村／長瀝村及上水站，途經林錦公路及粉嶺。

## 服務時間及班次
| 上水開           | 上水開      | 上水開       | 元朗（鳳翔路）開 | 元朗（鳳翔路）開 | 元朗（鳳翔路）開 |
| 日期             | 服務時間    | 班次（分鐘） | 日期             | 服務時間         | 班次（分鐘）     |
| ---------------- | ----------- | ------------ | ---------------- | ---------------- | ---------------- |
| 星期一至五       | 06:15       | 06:15        | 星期一至五       | 06:00-17:00      | 20               |
| 星期一至五       | 06:35-07:05 | 15           | 星期一至五       | 17:00-18:00      | 15               |
| 星期一至五       | 07:05-07:55 | 12/13        | 星期一至五       | 18:00-18:40      | 20               |
| 星期一至五       | 07:55-08:55 | 20           | 星期一至五       | 19:05            | 19:05            |
| 星期一至五       | 08:55-09:10 | 15           | 星期一至五       | 19:30-23:30      | 20               |
| 星期一至五       | 09:10-17:30 | 20           |                  |                  |                  |
| 星期一至五       | 17:30-22:55 | 25           |                  |                  |                  |
| 星期一至五       | 23:25       |              |                  |                  |                  |
| 星期六           | 06:15-07:15 | 20           | 星期六           | 06:00-07:40      | 20               |
| 星期六           | 07:30       | 07:30        | 星期六           | 07:40-12:40      | 25               |
| 星期六           | 07:50-13:50 | 20           | 星期六           | 12:40-22:40      | 20               |
| 星期六           | 13:50-15:05 | 25           | 星期六           | 22:40-23:30      | 25               |
| 星期六           | 15:05-20:25 | 20           |                  |                  |                  |
| 星期六           | 20:25-22:55 | 25           |                  |                  |                  |
| 星期六           | 23:25       |              |                  |                  |                  |
| 星期日及公眾假期 | 06:15-11:55 | 20           | 星期日及公眾假期 | 06:00-11:00      | 20               |
| 星期日及公眾假期 | 11:55-15:15 | 25           | 星期日及公眾假期 | 11:00-16:00      | 25               |
| 星期日及公眾假期 | 15:15-22:55 | 20           | 星期日及公眾假期 | 16:00-23:00      | 20               |
| 星期日及公眾假期 | 23:25       | 23:25        | 星期日及公眾假期 | 23:30            | 23:30            |

特別班次（上水→元朗（西））
- 星期一至五上課日：06:55

星期六、日、公眾假期及學校假期不設服務
特別班次（上水→八鄉路）
- 星期一至五：07:25

星期六、日及公眾假期不設服務

## 收費
全程：$8.4
| 落車站＼上車站         | 橫台山 或之前 | 元朗（鳳翔路）／上水 或之前 |
| ---------------------- | ------------- | --------------------------- |
| 上水／元朗（鳳翔路）起 | $6.7^         | $8.4                        |
| 橫台山起               | 不適用        | $6.7                        |

- 有 ^ 之收費必須以八達通卡繳付，並須於下車前再次確認八達通卡方可享有此優惠。

| - 本線設有12歲以下小童及65歲或以上長者半價優惠。 - 65歲或以上香港居民使用「樂悠咭」，以及12歲以下合資格殘疾兒童使用「殘疾人士身份」個人八達通繳付車資，均可享有每程$2.0或半價（以較低者為準）的票價優惠；12至64歲合資格殘疾人士使用「殘疾人士身份」個人八達通（包括「樂悠咭」），以及60至64歲香港居民使用「樂悠咭」繳付車資，均可享有每程$2.0或全費（以較低者為準）的票價優惠。 - 65歲或以上長者如使用長者或一般個人八達通繳付車資，則只可享有半價優惠；12至64歲合資格殘疾人士如不使用「殘疾人士身份」個人八達通，以及60至64歲人士如不使用「樂悠咭」繳付車資，必須繳付全費。 - 乘客可以現金或八達通於上車時付款，不設找續。 - 每位成人乘客可免費攜帶最多兩名4歲以下而不佔座位的兒童乘客乘車，超額之4歲以下小童必須繳付小童車費乘車。 - 持有「九巴月票」之乘客在車票有效期內，每日可享最多10程任何九龍巴士及龍運巴士路線（包括本路線，以及聯營路線的九龍巴士／龍運巴士提供的班次；惟乘搭機場「A」及「NA」線則可享原價二七折優惠（不會計算每天10次合資格車程））；而B1線則每日可享最多各2程（不會計算每天10次合資格車程）。 - 九龍巴士、城巴、龍運巴士及陽光巴士全職員工及家屬（不包括外判職員）可免費乘搭本路線，惟必須拍職員或職員家屬八達通。 - 乘客亦可透過多元化電子支付系統（e度嘟）繳付車資，包括使用非接觸式VISA卡、JCB卡、萬事達卡、銀聯卡、美國運通、大來國際、Discover Card、Apple Pay、Google Pay、Samsung Pay、AlipayHK「易乘碼」、支付寶、WeChatHK／微信支付「搭車碼」、銀聯雲閃付「乘車碼」及BOC Pay「乘車碼」。乘客使用此付款方式，使用此支付方式的乘客可享有中途下車之分段收費，以及與其他九巴／龍運獨營路線或聯營線九巴／龍運班次之轉乘優惠，惟不適用於與非九巴／龍運路線之轉乘優惠，亦不能享有「公共交通費用補貼計劃」及「長者及合資格殘疾人士公共交通票價優惠計劃」。 |

### 八達通轉乘優惠
乘客登上本線後150分鐘內以同一張八達通卡轉乘以下路線，或從以下路線登車後150分鐘內以同一張八達通卡轉乘本線，次程可獲車資折扣優惠：
77K←→54、64K，次程可獲$6.4折扣優惠
- 77K往元朗（鳳翔路） → 54/64K往元朗（西）
- 54往上村或64K往大埔墟站 → 77K往上水

77K←→70K，次程可獲$5.4折扣優惠
- 70K往清河邨 → 77K往元朗
- 77K往上水 → 70K往華明

77K←→B1，次程可獲$4.2折扣優惠
- 77K任何方向 → B1往落馬洲
- B1往天水圍 → 77K任何方向

## 使用車輛

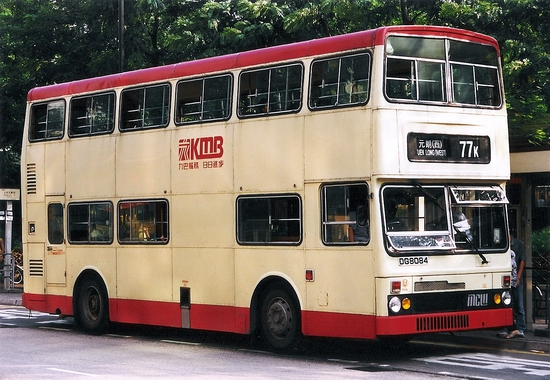
77K全冷前是以9.7米的都城嘉慕巴士行駛

本線數十年來，都是採用舊款巴士行駛。由於受粉錦公路路窄多彎環境的影響，九巴一直只能派出車身長度較短的巴士行走本線。初期主要採用Victor 17型及23型單層巴士行走，後來改用重建車身後的丹拿A型及「短牛」丹拿F型雙層巴士，並於1980年代中以「雞車」利蘭勝利二型行走；直到1990年代開始，大量利蘭勝利二型巴士退役，本線改用雙軸後置引擎非空調巴士行駛（主要以BL及MCW為主）。
2002年4月7日，本線轉為全空調服務，改為單層巴士及雙層巴士行駛。隨著三菱單層巴士年事已高需要退役，本線部份車隊改為採用丹尼士飛鏢巴士。雙層巴士方面，主要以丹尼士三叉戟(ATS)及富豪超級奧林比安(ASV)行駛。
事隔10年，本線由2012年3月13日起，一口氣換入3輛2009年4月至6月領牌，配備歐盟4型引擎的2009年瑞典斯堪尼亞K230UB型低地台巴士，取代1995年三菱MK117單層巴士，進一步提升本線的服務。
現時本線使用8輛亞歷山大丹尼士Enviro 500 MMC 11.3米（E6M）雙層空調巴士。除亞歷山大丹尼士Enviro 500 MMC 11.3米外，本線偶爾使用亞歷山大丹尼士Enviro 400 10.5米（ATSE）雙層空調巴士。
| 車隊編號 | 車牌   |
| -------- | ------ |
| E6M8     | WU4180 |
| E6M9     | WU3140 |
| E6M16    | WU3303 |
| E6M20    | WU4443 |
| E6M24    | WU5108 |
| E6M28    | WU5327 |
| E6M30    | WU5699 |
| E6M112   | XV3858 |
| E6M113   | XV3562 |

## 行車路線

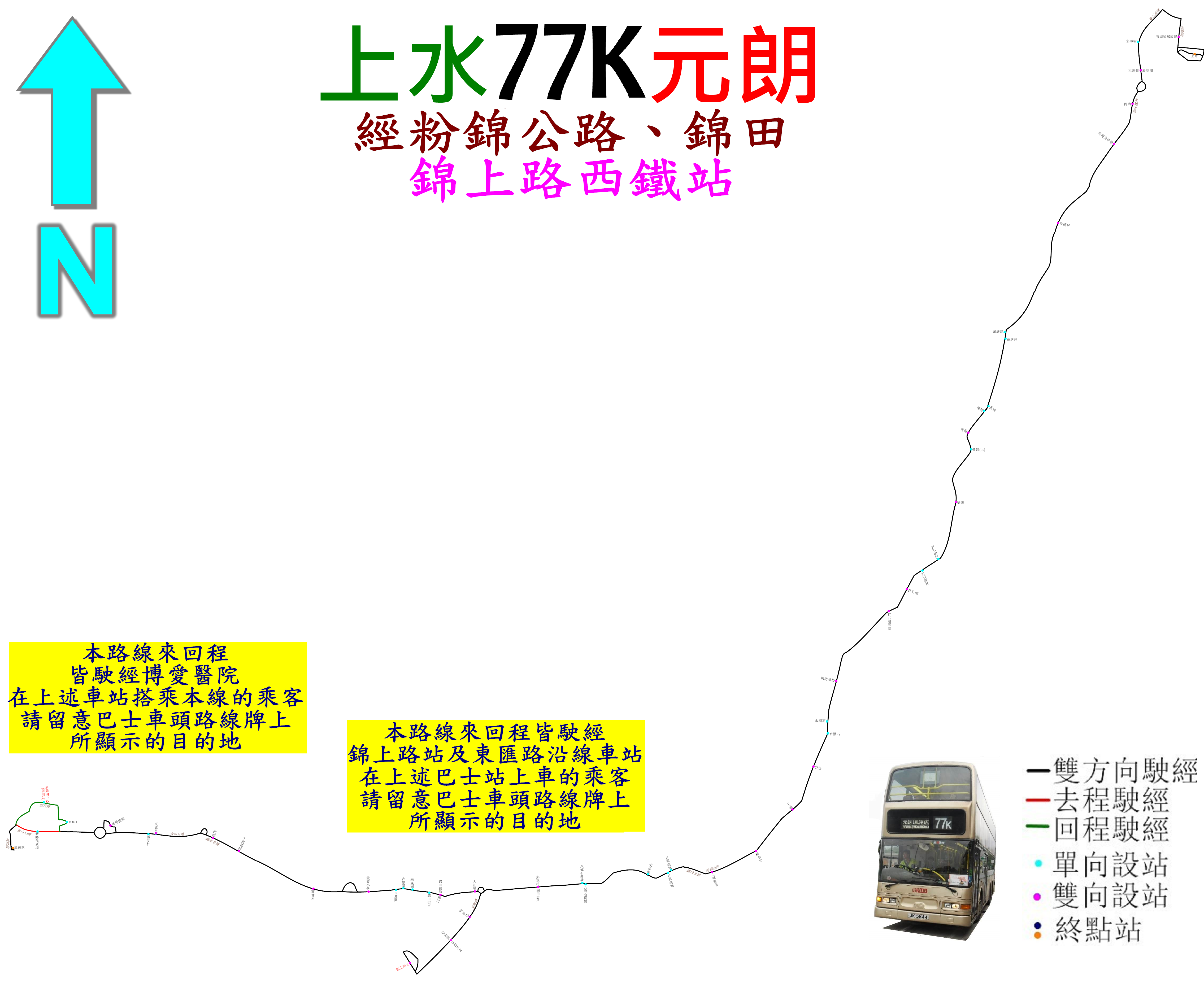
此線常規班次的走線圖

上水開經：龍運街、新運路、新豐路、寶運路、寶石湖路、粉錦公路、錦田公路、東匯路、錦上路站公共運輸交匯處、東匯路、錦田公路*、凹頭交匯處*、青山公路－元朗段*、博愛交匯處*、S5通道*、博愛交匯處*、青山公路－元朗段*及鳳翔路*。
- 以元朗（西）為終點站的班次依原線駛至青山公路－元朗段後改經擊壤路，不經有*的路段。
- 以八鄉路為終點站的班次依原線駛至東匯路後改經錦河路及八鄉路，不經有的路段。

元朗（鳳翔路）開經：鳳翔路、青山公路－元朗段、朗日路、形點交通交匯處、朗日路、青山公路－元朗段、博愛交匯處、小商路、S5通道、博愛交匯處、青山公路－元朗段、凹頭交匯處、錦田公路、東匯路、錦上路站公共運輸交匯處、東匯路、錦田公路、粉錦公路、寶石湖路、寶運路、新豐路及龍運街。

### 沿線車站
| 上水開 | 上水開                       | 上水開                 | 元朗（鳳翔路）開 | 元朗（鳳翔路）開       | 元朗（鳳翔路）開       |
| 序號   | 車站名稱                     | 位置                   | 序號             | 車站名稱               | 位置                   |
| ------ | ---------------------------- | ---------------------- | ---------------- | ---------------------- | ---------------------- |
| 1      | 上水巴士總站                 | 上水巴士總站           | 1                | 元朗（鳳翔路）巴士總站 | 元朗（鳳翔路）巴士總站 |
| 2      | 石湖墟郵政局                 | 新豐路                 | 2                | 形點 II                | 朗日路                 |
| 3      | 彩蒲苑彩顏閣                 | 寶石湖路               | 3                | 形點 I                 | 形點交通交匯處         |
| 4      | 丙崗                         | 粉錦公路               | 4                | 博愛醫院               | S5通道                 |
| 5      | 哥爾夫球場                   | 粉錦公路               | 5                | 東成里                 | 青山公路－元朗段       |
| 6      | 安圃村                       | 粉錦公路               | 6                | 凹頭                   | 錦田公路               |
| 7      | 蓮塘尾                       | 粉錦公路               | 7                | 下高埔村               | 錦田公路               |
| 8      | 蕉徑                         | 粉錦公路               | 8                | 高埔村                 | 錦田公路               |
| 9      | 營盤                         | 粉錦公路               | 9                | 蒙養小學               | 錦田公路               |
| 10     | 營盤（上）                   | 粉錦公路               | 10               | 泰康圍                 | 錦田公路               |
| 11     | 橋頭                         | 粉錦公路               | 11               | 錦田郵政局             | 錦田公路               |
| 12     | 打石湖村                     | 粉錦公路               | 12               | 大江埔                 | 錦田公路               |
| 13     | 打石湖                       | 粉錦公路               | 13               | 吳家村                 | 東匯路                 |
| 14     | 打石湖石塘                   | 粉錦公路               | 14               | 沙田坑村               | 東匯路                 |
| 15     | 八鄉少訊中心                 | 粉錦公路               | 15               | 錦上路站               | 錦上路站公共運輸交匯處 |
| 16     | 水澗石                       | 粉錦公路               | 16               | 沙田坑                 | 東匯路                 |
| 17     | 竹坑                         | 粉錦公路               | 17               | 吳家村                 | 東匯路                 |
| 18     | 下輋                         | 粉錦公路               | 18               | 彭家村                 | 錦田公路               |
| 19     | 橫台山                       | 粉錦公路               | 19               | 八鄉石崗橋             | 錦田公路               |
| 20     | 八鄉警署                     | 粉錦公路               | 20               | 七星崗                 | 錦田公路               |
| 21     | 石崗菜站                     | 錦田公路               | 21               | 石崗菜站               | 錦田公路               |
| 22     | 八鄉石崗橋                   | 錦田公路               | 22               | 八鄉警署               | 粉錦公路               |
| 23     | 錦田診所                     | 錦田公路               | 23               | 橫台山                 | 粉錦公路               |
| 24#    | 吳家村                       | 東匯路                 | 24               | 下輋                   | 粉錦公路               |
| 25     | 沙田坑村                     | 東匯路                 | 25               | 竹坑                   | 粉錦公路               |
| 26     | 錦上路站                     | 錦上路站公共運輸交匯處 | 26               | 水澗石                 | 粉錦公路               |
| #      | 錦河路                       | 錦河路                 | 27               | 八鄉少訊中心           | 粉錦公路               |
| #      | 八鄉路（大欖轉車站）巴士總站 | 八鄉路巴士總站         | 28               | 打石湖石塘             | 粉錦公路               |
| 27@    | 沙田坑                       | 東匯路                 | 29               | 打石湖                 | 粉錦公路               |
| 28@    | 吳家村                       | 東匯路                 | 30               | 打石湖村               | 粉錦公路               |
| 29@    | 大江埔                       | 錦田公路               | 31               | 橋頭                   | 粉錦公路               |
| 30@    | 錦田                         | 錦田公路               | 32               | 營盤                   | 粉錦公路               |
| 31@    | 錦田街市                     | 錦田公路               | 33               | 蕉徑                   | 粉錦公路               |
| 32@    | 吉慶圍                       | 錦田公路               | 34               | 東塘新村               | 粉錦公路               |
| 33@    | 蒙養小學                     | 錦田公路               | 35               | 蓮塘尾                 | 粉錦公路               |
| 34@    | 高埔村                       | 錦田公路               | 36               | 安圃村                 | 粉錦公路               |
| 35@    | 下高埔村                     | 錦田公路               | 37               | 哥爾夫球場             | 粉錦公路               |
| 36@    | 凹頭                         | 錦田公路               | 38               | 丙崗                   | 粉錦公路               |
| 37@    | 東成里                       | 青山公路－元朗段       | 39               | 大頭嶺                 | 寶石湖路               |
| 38@    | 楊屋村                       | 青山公路－元朗段       | 40               | 彩暉街                 | 寶石湖路               |
| 39@*   | 博愛醫院                     | S5通道                 | 41               | 石湖墟郵政局           | 寶石湖路               |
| 40@    | 形點 I                       | 青山公路－元朗段       | 42               | 上水巴士總站           | 上水巴士總站           |
| 41@*   | 元朗（鳳翔路）巴士總站       | 元朗（鳳翔路）巴士總站 |                  |                        |                        |
| ^      | 又新街（S5）                 | 青山公路－元朗段       |                  |                        |                        |
| ^      | 大棠路（S8）                 | 青山公路－元朗段       |                  |                        |                        |
| ^      | 元朗（西）巴士總站           |                        |                  |                        |                        |

- 註：

1. 往元朗（西）為終點站的班次不停有*號之車站，改停有^號的車站。
2. 以八鄉路為終點站的特別班次不停有@號之車站，改停有#號的車站。

## 客量
2003年底，九廣西鐵通車，本線隨即繞經錦上路站，加上有全空調服務及雙向分段收費的優勢，原本令本線能夠有起死回生的機會，但利用本線接駁西鐵來往北區的乘客一直不多，錦上路站亦有不少專線小巴接駁，直接與77K競爭；另一方面，錦田及粉錦公路亦有不少紅綠小巴可以選擇，導致本線客量一直一般。不過本線於2013年因路線重組後調低了全程車費，現時本線全程車費是來往元朗至北區中是最便宜的，能吸引「一定要搭平車」的乘客，繁忙時間有時會出現頂閘情況。

## 外部連結
- 九巴77K線官方網站路線資料 （页面存档备份，存于）